# George Downing Living
George Downing Living, o Liveing (Nayland, 21 dicembre 1827 – 29 dicembre 1924), è stato un chimico e spettroscopista inglese.

## Biografia
Nativo del Suffolk e il maggiore tra i figli di Edward Liveing, fu educato presso il St John's College a Cambridge, dove ottenne il baccalaureato nel 1851. Del St.John's fu prima fellow e poi presidente nel 1911.
Professore di chimica al Royal Military College di Sandhurst (che diventerà in seguito la famosa Royal Military Academy), fu quindi professore di chimica a Cambridge  dal 1861 al 1908.
Eletto membro della Royal Society nel 1879, vinse la Medaglia Davy nel 1901 per i suoi contributi alla spettroscopia.